# Résolution 244 du Conseil de sécurité des Nations unies
Membres permanents
- Chine (Taïwan)
- États-Unis
- France
- Royaume-Uni
- URSS

Membres non permanents
- Argentine
- Brésil
- Bulgarie
- Canada
- Danemark
- Éthiopie
- Inde
- Japon
- Mali
- Nigéria

Résolution no 243 Résolution no 245
La Résolution 244  est une résolution du Conseil de sécurité des Nations unies adoptée le 22 décembre 1967, dans sa 1386e séance, après avoir réaffirmé les résolutions antérieures sur le sujet, le Conseil a prorogé le stationnement à Chypre de la Force des Nations unies chargée du maintien de la paix à Chypre (UNFICYP pour United Nations Peacekeeping Force in Cyprus) pour une période supplémentaire de six mois, qui s'achèvera le 26 mars 1968.
Le Conseil a également appelé les parties directement concernées à continuer à agir avec la plus grande retenue et de coopérer pleinement avec la force de maintien de la paix.

## Vote
La résolution a été approuvée à l'unanimité.

## Texte
- Résolution 244 Sur fr.wikisource.org
- Résolution 244 Sur en.wikisource.org